# Freya dyali
Freya dyali là một loài nhện trong họ Salticidae.
Loài này thuộc chi Freya. Freya dyali được Carl Friedrich Roewer miêu tả năm 1951.